# Dancing Shoes
Dancing Shoes er den svenske sangerinde Septembers tredje studiealbum, udgivet den 26 september 2007.

## Nummerliste
1. "Candy Love" – 2:47
2. "Until I Die" – 3:44
3. "My Neighbourhood" – 3:05
4. "Can't Get Over" – 3:03
5. "Because I Love You" – 3:14
6. "Taboo" – 3:44
7. "Follow me" – 3:32
8. "R.I.P." – 3:49
9. "Start It Up" – 3:05
10. "Just an Illusion" – 3:42
11. "Sad song" – 2:57
12. "Freaking out" – 3:27
13. "Cry for You (Single edit)" – 3:30